# 德博拉·威尔逊
德博拉·威尔逊（英語：Deborah Wilson，1955年11月5日—），生于俄亥俄州哥伦布，美国女子跳水运动员。她曾代表美国参加1976年夏季奥林匹克运动会跳水比赛，获得女子10米跳台铜牌。